# Daniel Ernemann
Daniel Ernemann (* 18. Februar 1976 in Amberg) ist ein deutscher Fußballtrainer und ehemaliger -spieler.

## Karriere

### Als Spieler
Ernemann begann in der Jugendabteilung des 1. FC Amberg mit dem Fußballspielen, setzte es in den Jugendabteilungen von Holstein Kiel und der SG Quelle Fürth fort. Zur Saison 1996/97 rückte er in die erste Mannschaft der Fürther auf und kam in der viertklassigen Regionalliga Süd in 26 Punktspielen zum Einsatz. Mit dem Abstieg seiner Mannschaft am Saisonende wurde er im Sommer 1997 vom FC Bayern München für dessen Amateurmannschaft verpflichtet. Nach zwei Spielzeiten und 31 Punktspielen in der Regionalliga Süd wechselte er zum Ligakonkurrenten FC Augsburg, für den er in der Saison 1999/2000 23 von 34 Punktspiele bestritt und ein Tor erzielte. Als Achter der abgelaufenen Saison musste seine Mannschaft, da sie für die folgende Spielzeit keine Lizenz erhielt, dennoch zwangsabsteigen.
Daraufhin wechselte er zum 1. FC Union Berlin, mit dem er am Saisonende 2000/01 den Aufstieg in die 2. Bundesliga erreichte und bis ins DFB-Pokal-Finale vordrang; dieses ging am 26. Mai jedoch mit 0:2 gegen den FC Schalke 04 verloren. Auf internationaler Vereinsebene kam er mit den Berlinern im UEFA-Pokal-Wettbewerb in drei Begegnungen (zweimal gegen Haka Valkeakoski, einmal gegen Litex Lowetsch) über jeweils 90 Minuten zum Einsatz. Nachdem der 1. FC Union Berlin am Saisonende 2003/04 als 17. des Klassements in die Regionalliga Nord absteigen musste, wechselte er zum österreichischen Zweitligisten SC Austria Lustenau, für den er bis Saisonende 2005/06 spielte.
Im Sommer 2006 kehrte er nach Deutschland zurück und schloss sich dem Zweitligaabsteiger Dynamo Dresden an. Anfang Mai 2008 gab er bekannt, dass er zum SC Austria Lustenau zurückkehren werde, bei dem er einen bis zum 30. Juni 2010 gültigen Vertrag erhielt. Nachdem er nach Vertragsende Trainer der Amateure geworden war, rückte er am 11. März 2011 (24. Spieltag) wieder in den Kader des Profiteams auf und wurde beim 1:1-Remis im Auswärtsspiel gegen den TSV Hartberg in der 77. Minute für Sabri Vural eingewechselt.

### Als Trainer
Ab Sommer 2010 war er Spielertrainer der zweiten Mannschaft des SC Austria Lustenau, mit der er 2011 Landesliga-Meister wurde und damit die Rückkehr in die Vorarlbergliga schaffte. Von 2012 bis 2018 war er Geschäftsführer des Vereins, 2015 wurde er zudem wieder Trainer der zweiten Mannschaft.
Im März 2017 wurde er Interimstrainer der ersten Mannschaft. Als Cheftrainer kam er deshalb nicht in Frage, weil er zu diesem Zeitpunkt lediglich im Besitz der UEFA-B-Lizenz war. Mit 22. September 2017 musste Ernemann, der zuvor Co-Trainer war, nach der Entlassung von Andreas Lipa erneut als Interimstrainer einspringen. Seit Sommer 2017 ist Ernemann auch im Besitz der UEFA-A-Lizenz.
Im April 2018 kehrte Ernemann nach Deutschland zurück und wurde Mitarbeiter des VfL Wolfsburg, bei dem er sich um internationale Projekte des Vereins kümmerte. Im Januar 2019 wechselte er wieder nach Österreich und ist seitdem Teammanager des österreichischen Zweitligisten FC Liefering.

## Erfolge
- Meister der Regionalliga Nord 2001 und Aufstieg in die 2. Bundesliga 2001 (mit dem 1. FC Union Berlin)
- DFB-Pokal-Finalist 2001 (0:2-Niederlage gegen den FC Schalke 04)
- Teilnahme am UEFA-Pokal 2001/02 (mit dem 1. FC Union Berlin)
- ÖFB-Cup-Finalist 2011 (mit dem SC Austria Lustenau)

## Familie
Sein Vater Lutz (* 1957) war bis in die 1990er Jahre ebenfalls als Fußballspieler aktiv, kam als solcher unter anderem zu 46 Einsätzen in der 2. Bundesliga und trat danach eine Laufbahn als Fußballtrainer an.
Sein Bruder David (* 1989) kam als Fußballspieler nicht über den Amateurbereich hinaus; seine höchste Station war bei den Amateuren von Dynamo Dresden in der Regionalliga, als der ältere Bruder gerade bei deren Profis aktiv war.
Sein in Österreich geborener Sohn Finn (* 2004) trat ebenfalls in die Fußstapfen seines Vaters und spielt seit Sommer 2021 für die A-Junioren von Dynamo Dresden. Seine Tochter Leni (* 2010) ist Handballerin beim Berliner TSC.